# Frölunda HC 2009/2010
Frölunda HC 2009/2010 var lagets 30:e säsong i Sveriges högsta ishockeyliga, Elitserien. Frölunda HC lyckades i grundserien komma på en 7:e plats, vilken innebar kvalificering till slutspelet. I slutspelets första omgång, kvartsfinalen, mötte laget Linköpings HC där man skaffade sig en ledning med 3-1 i matcher. Linköping lyckades dock i de tre följande matcherna vända kvartsfinalen till slutresultat 3-4 i matcher och Frölunda blev följaktligen utslagna ur slutspelet.

## Kontrakterade ishockeyspelare under säsongen
Spelare med kontrakt för säsongen 2009/2010, från 12 oktober 2009.
| Nr | Nat      | Spelare                            | Pos | S/H | Ålder | Värvad | Födelseort                       |
| -- | -------- | ---------------------------------- | --- | --- | ----- | ------ | -------------------------------- |
| 5  | Sverige  | Christian Bäckman                  | B   | L   | 44    | 2009   | Alingsås, Västergötland          |
| 7  | Sverige  | Henrik Tömmernes                   | B   | L   | 34    | 2006   | Karlstad, Värmland               |
| 8  | Finland  | Ville Mäntymaa                     | B   | R   | 39    | 2009   | Seinäjoki, Finland               |
| 9  | Sverige  | Tobias Viklund                     | B   | L   | 38    | 2009   | Kramfors, Ångermanland           |
| 10 | Sverige  | Fredrik Pettersson                 | RW  | R   | 37    | 2007   | Göteborg, Västergötland/Bohuslän |
| 11 | Sverige  | Per-Johan Axelsson (A)             | LW  | L   | 50    | 2009   | Kungälv, Västergötland           |
| 17 | Sverige  | Carl Klingberg                     | RW  | R   | 34    | 2006   | Göteborg, Västergötland/Bohuslän |
| 18 | Sverige  | Joakim Andersson (ishockeyspelare) | C   | L   | 36    | 2005   | Munkedal, Bohuslän               |
| 20 | Sverige  | Joel Lundqvist (C)                 | C   | L   | 42    | 2009   | Åre, Jämtland                    |
| 21 | Sverige  | Mikael Johansson                   | C   | R   | 43    | 2007   | Göteborg, Västergötland/Bohuslän |
| 22 | Finland  | Janne Niskala                      | B   | L   | 43    | 2008   | Västerås, Västmanland            |
| 24 | Sverige  | Niklas Andersson                   | LW  | L   | 53    | 2001   | Göteborg, Västergötland/Bohuslän |
| 26 | Finland  | Mikko Lehtonen                     | B   | L   | 46    | 2009   | Kiminge, Finland                 |
| 28 | Sverige  | Andreas Karlsson (ishockeyspelare) | C   | L   | 49    | 2008   | Ludvika, Dalarna                 |
| 33 | Finland  | Riku Hahl (A)                      | C   | L   | 44    | 2008   | Tavastehus, Finland              |
| 34 | Norge    | Martin Røymark                     | LW  | L   | 38    | 2009   | Oslo, Norge                      |
| 40 | Sverige  | Johan Holmqvist                    | M   | L   | 46    | 2008   | Tierp, Uppland                   |
| 41 | Sverige  | Oscar Hedman                       | B   | L   | 38    | 2008   | Örnsköldsvik, Ångermanland       |
| 46 | Norge    | Mathis Olimb                       | RW  | L   | 39    | 2009   | Oslo, Norge                      |
| 55 | Sverige  | Nicklas Lasu                       | LW  | L   | 35    | 2005   | Mölndal, Västergötland           |
| 62 | Sverige  | Sebastian Idoff                    | M   | L   | 34    | 2006   | Malmö, Skåne                     |
| 71 | Finland  | Tomi Kallio                        | RW  | L   | 48    | 2003   | Åbo, Finland                     |
| 84 | Sverige  | Patric Blomdahl                    | LW  | L   | 43    | 2008   | Stockholm, Stockholm             |